# 不意打ち (映画)
『不意打ち』（ふいうち、Lady in a Cage）は、1964年のアメリカ合衆国のサスペンス映画。
監督はウォルター・グローマン、出演はオリヴィア・デ・ハヴィランドとジェームズ・カーンなど。
自宅のエレベーターに閉じ込められた中年女性が体験する恐怖を描いている。

## ストーリー
街道沿いの豪奢な邸宅。そこではコーネリアと30歳になる一人息子が2人で暮らしている。コーネリアは数ヶ月前に腰骨を痛め、2階への上り下りは鳥かごのようなホームエレベーターに頼らねばならなかった。
ある夏の週末、息子はコーネリアを残して友人たちとの数日のバカンスに旅立つ。だがトラブルの火種はその時点から起こり始めていた。
独り残されたコーネリアが2階に昇ろうとエレベーターを動かした途端、停電が起こりエレベーターは空中で止まってしまう。
飛び降りるのもままならない空中に取り残されたコーネリアは、玄関先まで繋がれた非常ベルを鳴らし救いの手を待ち望むが、やがて現れたのはさらなる最悪の事態を招くことになるある人物だった。

## キャスト
※括弧内は日本語吹替
- コーネリア・ヒルヤード夫人: オリヴィア・デ・ハヴィランド（寺島信子）
- ランドール・シンプソン・オコンネル: ジェームズ・カーン（中田浩二） - 街のゴロツキ。
- イレイン: ジェニファー・ビリングスリー（英語版）（平井道子） - ランドールの女。
- エシー: ラファエル・カンポス（英語版）（井上真樹夫） - ランドールの子分。
- マルコム・ヒルヤード: ウィリアム・スワン（羽佐間道夫） - コーネリアの息子。
- ジョージ・L・ブレディ Jr.: ジェフ・コーリー（北村弘一） - アル中の浮浪者。
- セード: アン・サザーン（翠準子） - 娼婦。ジョージに誘われてヒルヤード家に盗みに入る。
- 故買屋: チャールズ・シール（英語版）
- 故買屋の助手: スキャットマン・クローザース（クレジットなし）
- 故買屋の怪力男: リチャード・キール（クレジットなし）

## エピソード
テレビドラマの俳優だったジェームズ・カーンの実質的な（エキストラでの出演を除く）映画デビュー作である。

## 作品の評価
Rotten Tomatoesによれば、5件の評論のうち高評価は20%にあたる1件で、平均点は10点満点中4.28点となっている。